# علی حمام
علی حمام (زادهٔ ۲۵ اوت ۱۹۸۶) یک بازیکن فوتبال اهل کشور لبنان است.
این بازیکن در نیم فصل لیگ هفدهم لیگ فوتبال ایران از تیم ذوب آهن جدا شد و به کشورش بازگشت.
وی همچنین در تیم ملی فوتبال لبنان بازی کرده‌است.

## افتخارات
- جام حذفی
- قهرمانی در جام حذفی ۹۴–۱۳۹۳ به همراه تیم ذوب‌آهن اصفهان
- قهرمانی در جام حذفی ۹۵–۱۳۹۴ به همراه تیم ذوب‌آهن اصفهان
- سوپر جام
- قهرمانی در سوپر جام ۱۳۹۵ به همراه تیم ذوب‌آهن اصفهان